# 태백 장성이중교
태백 장성이중교(太白 長省二重橋)는 대한민국 강원특별자치도 태백시 장성동에 있는 일제강점기에 만들어진 교량이다. 2004년 9월 4일 대한민국의 국가등록문화재 제111호로 지정되었다.

## 개요
이 다리는 장성광업소 안에 있는 시설물로, 위쪽 다리는 석탄 수송용 전차가 다니고, 아래쪽 다리는 보행자와 차량이 다니도록 특이하게 설계되었다. 교각은 무지개 형상이며, 근래에 새로운 다리를 건설하여 지금은 3중교가 되었다. 태백 지역에서 가장 오래된 교량으로 한국의 근대화 과정에서 중요한 기능을 한 석탄 산업 관련 시설물이다.

## 현지 안내문

### 개선전
이 다리는 장성광업소 안에 있는 시설물로서 위쪽 다리는 석탄 수송용 전차가 다니고, 아래쪽 다리는 보행자와 차량이 다니도록 설계된 특이한 구조의 교량이다. 교각이 무지개 형상의 구조이며, 근래 새로운 다리가 건설되어 지금은 3중교가 되었다. 태백 지역에서 가장 오래된 교량으로 한국의 근대화 과정에서 중요한 석탄산업 관련 시설물로 역사적 가치가 있다.

### 개선후
태백 장성이중교는 1935년에 만들어진 다리로, 태백에서 가장 오래된 석탄 산업 관련 시설물이다. 일제강점기에 자원 수탈의 아픈 역사와 해방 이후 대한민국 근대화 과정의 시대상을 잘 보여준다.
태백 장성이중교는 초기에 2중교의 형태로 설계되었다. 위쪽은 석탄을 운반하는 기관차와 광차가 다니고, 아래쪽은 보행자와 차량이 다니도록 건설하였다. 다리를 받치는 기둥은 무지개 모양을 하여 돋보인다. 최근에 새로운 다리를 건설하여 지금은 3중교가 되었다.

## 참고 자료
- 태백 장성이중교 - 국가유산청 국가유산포털